# Vinícius Redd
Vinícius Tardio (Araçatuba, 3 de abril de 1991), mais conhecido pelo seu nome artístico Vinícius Redd, é um ator brasileiro.

## Biografia
Nascido em Araçatuba, aos 17 anos, se mudou para o Rio de Janeiro para morar sozinho, em seguida, fez um curso de atuação em 2010. Em 2017, mudou seu nome artístico para Vinícius Redd.

## Carreira
Sua primeira aparição na televisão ocorreu em 2010, interpretando Ramon na websérie Entre Teens, exibida na MTV. Em 2013, integrou no elenco da novela das sete Além do Horizonte, interpretando Rafael, um dos protagonistas. Após o fim da novela, o ator passou a se dedicar ao cinema, ficando quatro anos afastado da televisão. Em 2017, retorna a TV, protagonizando a série Perrengue no papel do surfista Cadu. Em 2018, viveu o arqueiro Thiago na novela das sete Deus Salve o Rei.

## Vida pessoal
Em 2018, durante as gravações da novela Deus Salve o Rei, começou a namorar a atriz Bia Arantes. O relacionamento chegou ao fim em julho de 2019.

## Filmografia

### Televisão
| Ano  | Trabalho                    | Personagem                      | Notas                              |
| ---- | --------------------------- | ------------------------------- | ---------------------------------- |
| 2010 | Entre Teens                 | Ramón                           |                                    |
| 2012 | Pedro & Bianca              | Jonathan                        | Episódio: "Pichação"               |
| 2013 | Além do Horizonte           | Rafael Andrade (Rafa)           |                                    |
| 2017 | Malhação: Viva a Diferença  | Falso Deco                      | Episódio: "28 de junho–3 de julho" |
| 2017 | Perrengue                   | Carlos Eduardo de Castro (Cadu) |                                    |
| 2018 | Deus Salve o Rei            | Thiago Giordano                 |                                    |
| 2019 | Malhação: Vidas Brasileiras | Anderson                        | Episódios: "4–11 de abril"         |
| 2021 | Genêsis                     | Cam                             | Fase: Arca de Noé                  |
| 2022 | Reis                        | Hofni de Israel                 | Fase: A Decepção                   |
| 2022 | Reis                        | Ézer                            | Fase: A Decepção                   |
| 2022 | Reis                        | Nabal                           | Fase: A Ingratidão                 |
| 2024 | A Rainha da Pérsia          | Hegai                           |                                    |
| 2025 | Vale Tudo                   | Heitor                          | Episódio: "13 de maio"             |

### Cinema
| Ano  | Trabalho             | Personagem | Notas          |
| ---- | -------------------- | ---------- | -------------- |
| 2010 | Da Casa para Rua     |            | Curta-metragem |
| 2011 | Mãos                 |            | Curta-metragem |
| 2011 | Ottomatic            | Otto       | Curta-metragem |
| 2011 | Lucas                | Lucas      | Curta-metragem |
| 2012 | O Sol Pode Cegar     |            | Curta-metragem |
| 2013 | The Sun Can Blind    | Paulo      | Curta-metragem |
| 2014 | O Filho Pródigo      | Bruno      | Curta-metragem |
| 2014 | Apneia               |            |                |
| 2015 | Vestibular           |            | Curta-metragem |
| 2015 | Antes que Tudo Acabe |            | Curta-metragem |
| 2016 | Amor em Sampa        | Cao        |                |
| 2021 | Lulli                | Diego      |                |

## Prêmios e indicações
| Ano  | Prêmio                             | Categoria                     | Trabalho         | Resultado | ref    |
| ---- | ---------------------------------- | ----------------------------- | ---------------- | --------- | ------ |
| 2015 | Festival de Cinema - CINE PE       | Melhor Ator                   | Vestibular       | Venceu    | [ 19 ] |
| 2015 | Festival de Cinema de Caruaru - PE | Melhor Ator                   | Vestibular       | Venceu    | [ 20 ] |
| 2018 | Prêmio Jovem Brasileiro            | Melhor Ator                   | Deus Salve o Rei | Indicado  |        |
| 2022 | SEC Awards                         | Melhor Ator Nacional em Filme | Lulli            | Pendente  |        |